# Gare d'Hilversum
La gare d'Hilversum est la plus grande gare de la ville néerlandaise d'Hilversum. La gare est utilisée quotidiennement par 26 006 personnes (2023) Elle est le nœud central du réseau urbain de transports en commun. Des trains nationaux régionaux et de grandes lignes circulent à la gare, ainsi que l'InterCity transfrontalier de Berlin à Amsterdam.

## Histoire
La première gare est ouverte le 10 juin 1874 avec la ligne Amsterdam-Zutphen (nl). À partir de 1997, aucun train InterCity ne s'arrête à la gare, car celle-ci ne dispose que de deux quais, ce qui ne lui permet pas de faire face à l'augmentation du nombre de trains InterCity sur la ligne. Un troisième quai est donc construit mi-2006. En 2007, les voies 4 et 5 suivent sur le nouveau quai. Depuis 2007, les trains InterCity s'arrêtent à nouveau à Hilversum. Les plans de la gare actuelle sont réalisés par l'architecte néerlandais Joost van Santen. La gare prend son aspect actuel en 1992.

## Liaisons de lignes

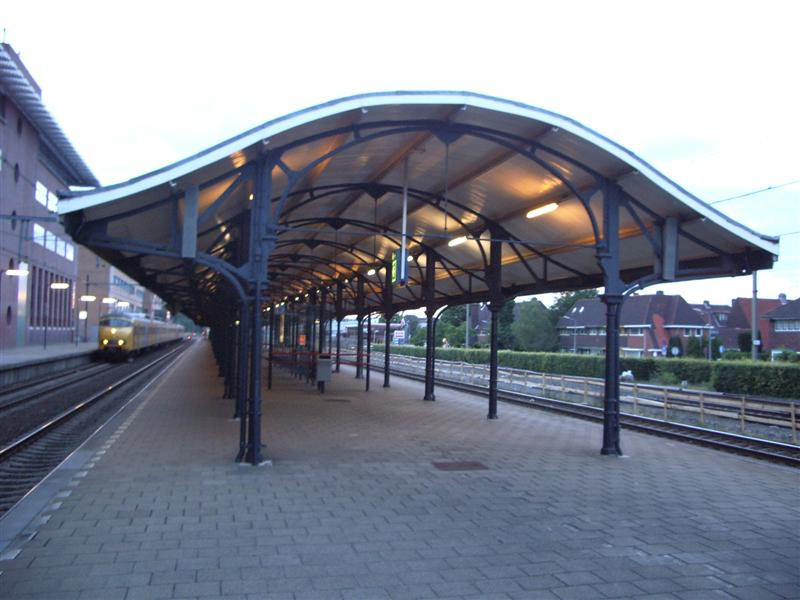
Un train d'arrêt entrant à la voie 1 ainsi qu'aux voies 2 et 3. Les voies 4 et 5 se sont à l'époque (2006) qu'en préparation, ce que l'on peut voir en partie sur le côté droit

Dans l'horaire annuel 2022, les lignes suivantes desservent la gare d'Hilversum : 
| Type de train | Tracé de la ligne | Fréquence                                            |
| ------------- | --- | ---------------------------------------------------- |
| Intercity     | Gare centrale d'Amsterdam – Hilversum - Gare centrale d'Amersfoort – Deventer – Hengelo – Bad Bentheim – Rheine – Gare centrale d'Osnabrück – Gare centrale de Hanovre – Gare centrale de Berlin – Berlin-Est | toutes les deux heures                               |
| Intercity     | Gare centrale d'Amsterdam – Hilversum – Gare centrale d'Amersfoort (– Deventer) | toutes les demi-heures(trajets isolés vers Deventer) |
| Intercity     | Aéroport d'Amsterdam-Schiphol – Amsterdam-Sud– Hilversum – Gare centrale d'Amersfoort – Deventer – Hengelo – Enschede (de)                                                                                    | toutes les heures                                    |
| Intercity     | Aéroport d'Amsterdam-Schiphol – Amsterdam-Sud – Duivendrecht (de) – Hilversum – Gare centrale d'Amersfoort – Amersfoort-Schothorst (nl)                                                                       | toutes les heures                                    |
| Sprinter (de) | Gare centrale d'Utrecht – Hilversum – Gare d'Almere-Centre | toutes les demi-heures                               |
| Sprinter (de) | Gare centrale d'Utrecht – Hilversum – Weesp (de) – Amsterdam-Sud - Aéroport d'Amsterdam-Schiphol - Hoofddorp (de)                                                                                             | toutes les demi-heures                               |
| Sprinter (de) | Gare d'Almere-Centre – Hilversum – Gare centrale d'Utrecht | toutes les demi-heures                               |
| Sprinter (de) | Amersfoort-Vathorst (de) – Gare centrale d'Amersfoort – Hilversum – Weesp (de) - Gare centrale d'Amsterdam | toutes les demi-heures                               |